# KkStB 26 sorozatú szerkocsi
| ÖNWB Ic / ÖNWB Id / kkStB 26.03–19 | ÖNWB Ic / ÖNWB Id / kkStB 26.03–19 | ÖNWB Ic / ÖNWB Id / kkStB 26.03–19 | ÖNWB Ic / ÖNWB Id / kkStB 26.03–19 |
| ---------------------------------- | ---------------------------------- | ---------------------------------- | ---------------------------------- |
|                                    |                                    |                                    |                                    |
| Műszaki adatok                     |                                    |                                    |                                    |
|                                    | Ic                                 | Ic,d                               | Id                                 |
| Tengelyek száma                    | 3                                  | 3                                  | 3                                  |
| Gyártási év                        | 1881–1884                          | 1881–1884                          | 1881–1884                          |
| Darabszám                          | 17                                 | 17                                 | 17                                 |
| Tengelytávolság                    | 3 000 mm                           | 3 000 mm                           | 3 000 mm                           |
| Kerékátmérő                        | 969 mm                             | 969 mm                             | 969 mm                             |
| Vízkészlet                         | 10,5 m³                            | 8,5 m³                             | 10,5 m³                            |
| Szénkészlet                        | 6,4 m³                             | 8,4 m³                             | 6,4 m³                             |
| Üres tömeg                         | 12,0 t                             | 12,0 t                             | 12,0 t                             |
| Szolgálati tömeg                   | 28,0 t                             | 28,0 t                             | 28,0 t                             |
| Kapcsolt mozdony típusa            | 301                                | 301                                | 301                                |

A kkStB 26 sorozatú szerkocsi egy szerkocsitípus volt a k. k. Staatsbahnen-nél, mely szerkocsik eredetileg az Österreichischen Nordwestbahn (ÖNWB)-tól származtak.
Az ÖNWB ezeket a szerkocsikat 1881-ben rendelte a Bécsújhelyi Mozdonygyár-tól egy szállítmányban kilenc db-ot, majd 1884-ben még további nyolcat az StEG-től.
Az ÖNWB államosítása után a kkStB a 26 szerkocsi sorozatba osztotta őket és a 301 sorozatú mozdonyaival kapcsolva üzemeltette.

## Fordítás
- Ez a szócikk részben vagy egészben  a   kkStB Tenderreihe 26 című német Wikipédia-szócikk fordításán alapul.  Az eredeti cikk szerkesztőit annak laptörténete sorolja fel. Ez a jelzés csupán a megfogalmazás eredetét és a szerzői jogokat jelzi, nem szolgál a cikkben szereplő információk forrásmegjelöléseként.